# 國道387號
國道387號是一條一般國道，起於大分縣宇佐市，終於熊本縣熊本市北區。

## 概要

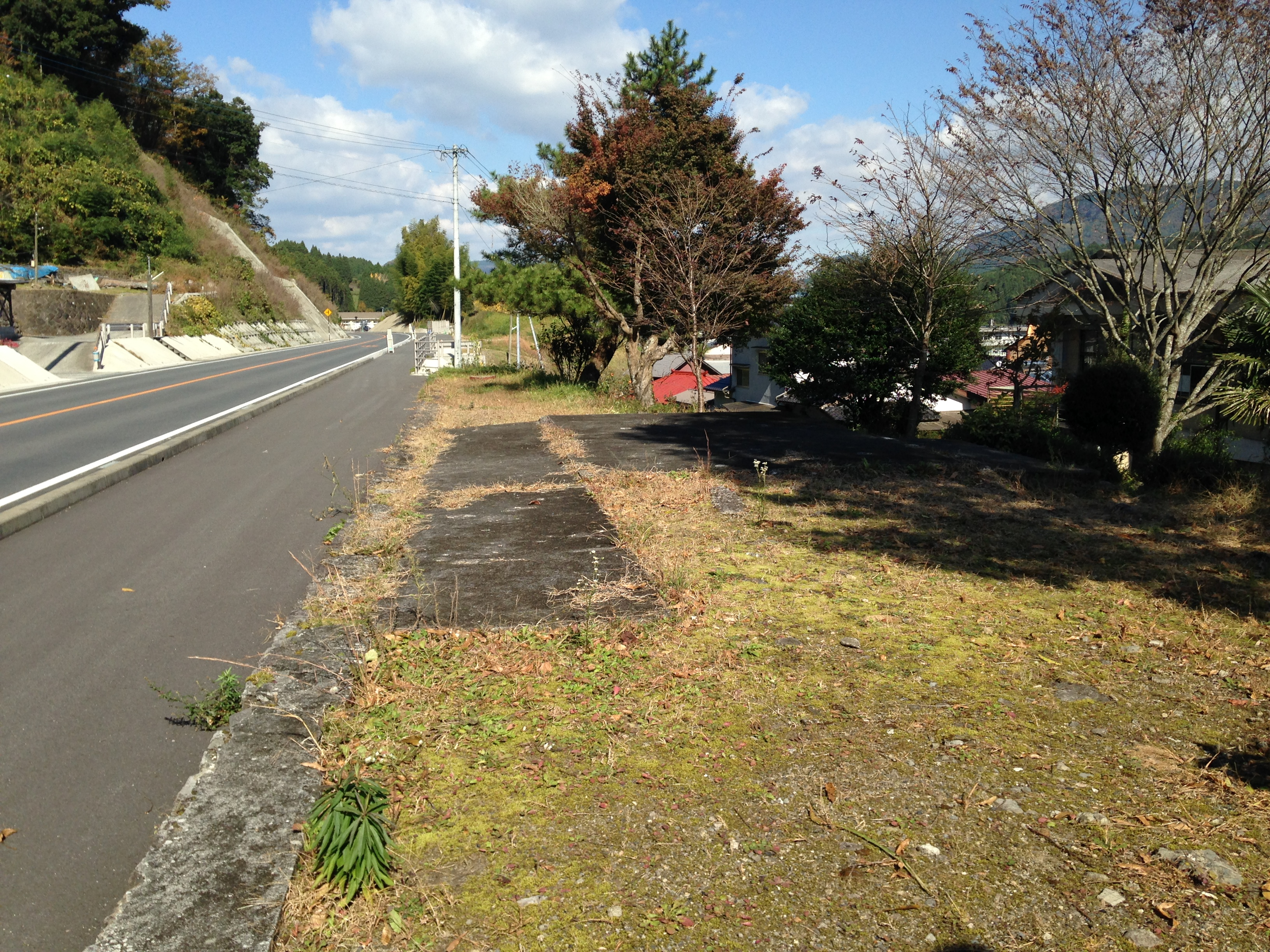
町田車站遺跡。左側道路為國道387號町田繞道

### 路線資訊
- 起點 : 宇佐市（宇佐市法鏡寺交差點、國道10號、大分縣道44號宇佐本耶馬溪線交點）
- 終點 : 熊本市北區（山室交差點、國道3號交點）
- 重要經過地 : 大分縣宇佐郡院內町[注釋 1]、同縣玖珠郡玖珠町、同郡九重町、熊本縣阿蘇郡小國町、大分縣日田郡中津江村[注釋 2]、菊池市
- 總長 : 139.5 km（熊本縣 53.2 km、熊本市 1.7 km、大分縣 84.5 km）含共線路段[1][注釋 3]
- 共線長度 : 3.5 km（熊本縣 0.4 km、熊本市 - km、大分縣 3.1 km）[1][注釋 3]
- 實長 : 136.0 km（熊本縣 52.8 km、熊本市 1.7 km、大分縣 81.5 km）[1][注釋 3]
  - 現道 : 125.7 km（熊本縣 52.7 km、熊本市 1.7 km、大分縣 71.2 km）[1][注釋 3]
  - 舊道 :　10.3 km（熊本縣 0.1 km、熊本市 - km、大分縣 10.2 km）[1][注釋 3]
  - 新道 : 無[1][注釋 3]
- 指定區間 : 與國道210號共線區間（大分縣玖珠郡玖珠町新長野交差點 - 玖珠郡九重町粟野交差點）[2]

## 歷史
- 1975年4月1日將本線編為一般國道387號

## 路線狀況

### 共線區間
- 國道500號（大分縣宇佐市院內町副 - 宇佐市院內町原口）
- 國道210號（大分縣玖珠郡玖珠町大字塚脇・新長野交差點 - 同郡九重町大字粟野、粟野交差點）
- 國道442號（熊本縣阿蘇郡小國町上田 - 大分縣日田市中津江村栃野、栃野交差點）
- 國道325號（熊本縣菊池市隈府、北原交差點 - 下北原交差點）

### 繞道
- 柿之木峠道路
- 町田繞道（大分縣玖珠郡九重町內。一部分為原國鐵宮原線路廊[3]。）
- 西里繞道
- 飛田繞道

### 通稱
- 日田街道

### 道路設施

#### 隧道
- 七曲隧道
- 兵戶隧道

## 地理

### 行經行政區域
- 大分縣
  - 宇佐市 - 玖珠郡玖珠町 - 玖珠郡九重町
- 熊本県
  - 阿蘇郡小國町
- 大分縣
  - 日田市
- 熊本縣
  - 菊池市 - 合志市 - 熊本市（北區）

## 周邊情報

### 沿線設施
- 宇佐市立院內北部小學校
- 宇佐市立院內中學校
- 宇佐市立院內中部小學校
- 宇佐市立南院內小學校
- 三島公園
- 玖珠町立森中央小學校
- 玖珠町立森中學校
- 大分縣立森高等學校
- 玖珠町立塚脇小學校
- 九重町立南山田小學校
- 九重町立南山田中學校
- 九重町立淮園小學校
- 北里驛跡公園
- 日田市立津江中學校
- 菊池市立迫水小學校
- 菊池市立菊池北中學校
- 菊池市立菊池北小學校
- 菊池女子高等學校
- 菊池市立隈府小學校
- 菊池市立花房小學校
- 熊本縣立菊池農業高等學校
- 泗水孔子公園
- 熊本縣立菊池支援學校
- 熊本縣立火國高等支援學校
- 熊本縣立農業大學校
- 熊本縣立黑石原支援學校
- 熊本電波工業高等專門學校
- 合志市立西合志東小學校
- 合志市立西合志南中學校
- 合志市立西合志南小學校
- 熊本機能醫院

### 大眾運輸
- 熊本電鐵
  - 御代志車站
  - 再春莊前車站
  - 電波高專前車站
  - 黑石車站
  - 三石車站

### 周邊地理
- 驛館川
- 惠良川
- 森川
- 玖珠川
- 町田川
- 津江川
- 川原川
- 菊池川
- 合志川
- 鹽浸川
- 堀川
- 坪井川

## 外部連結
- カーラジオの周波数（AMラジオ） （页面存档备份，存于）
- カーラジオの周波数（FMラジオ） （页面存档备份，存于）